# Кулемет

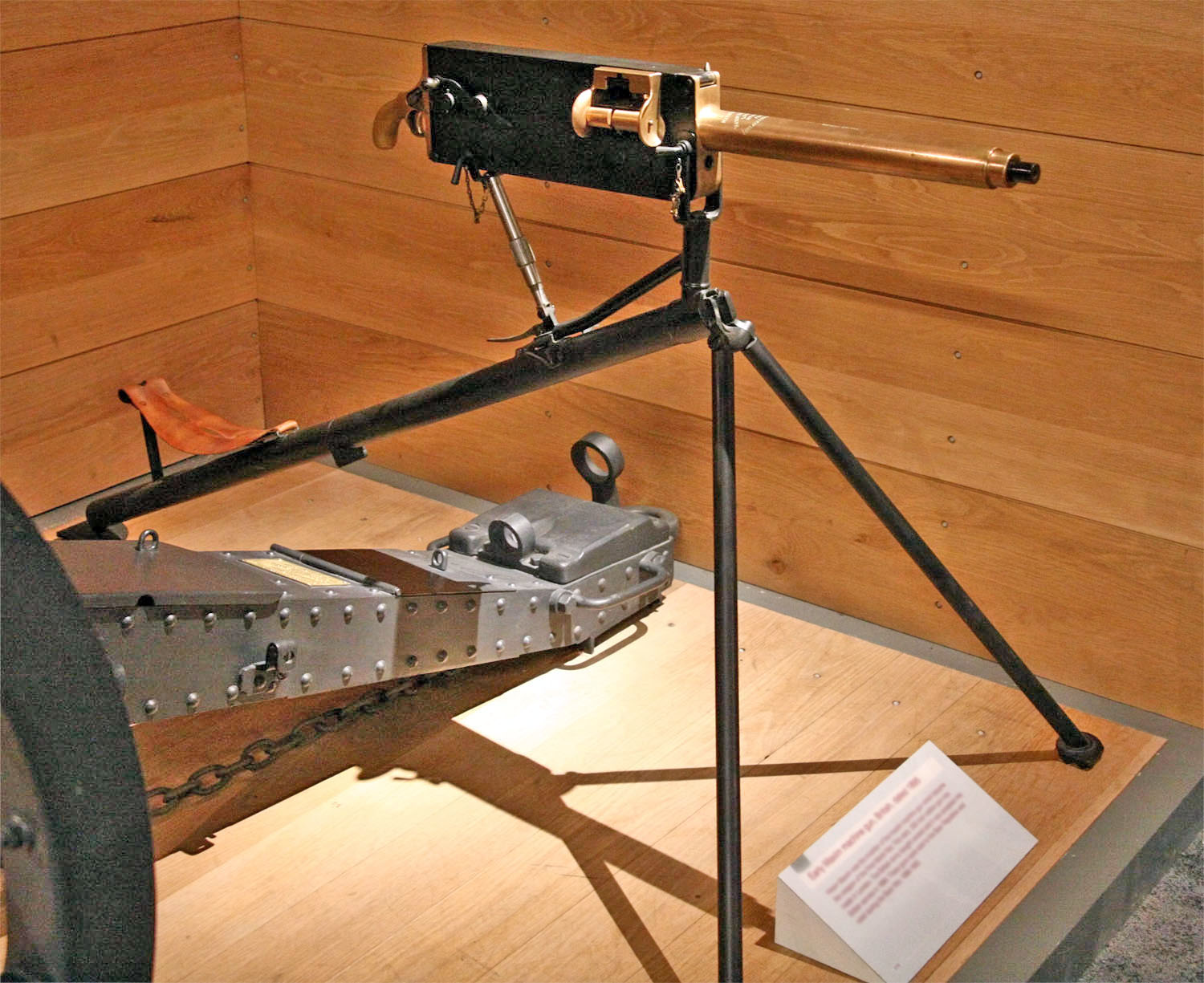
Один з перших зразків кулемету Максима. 1895

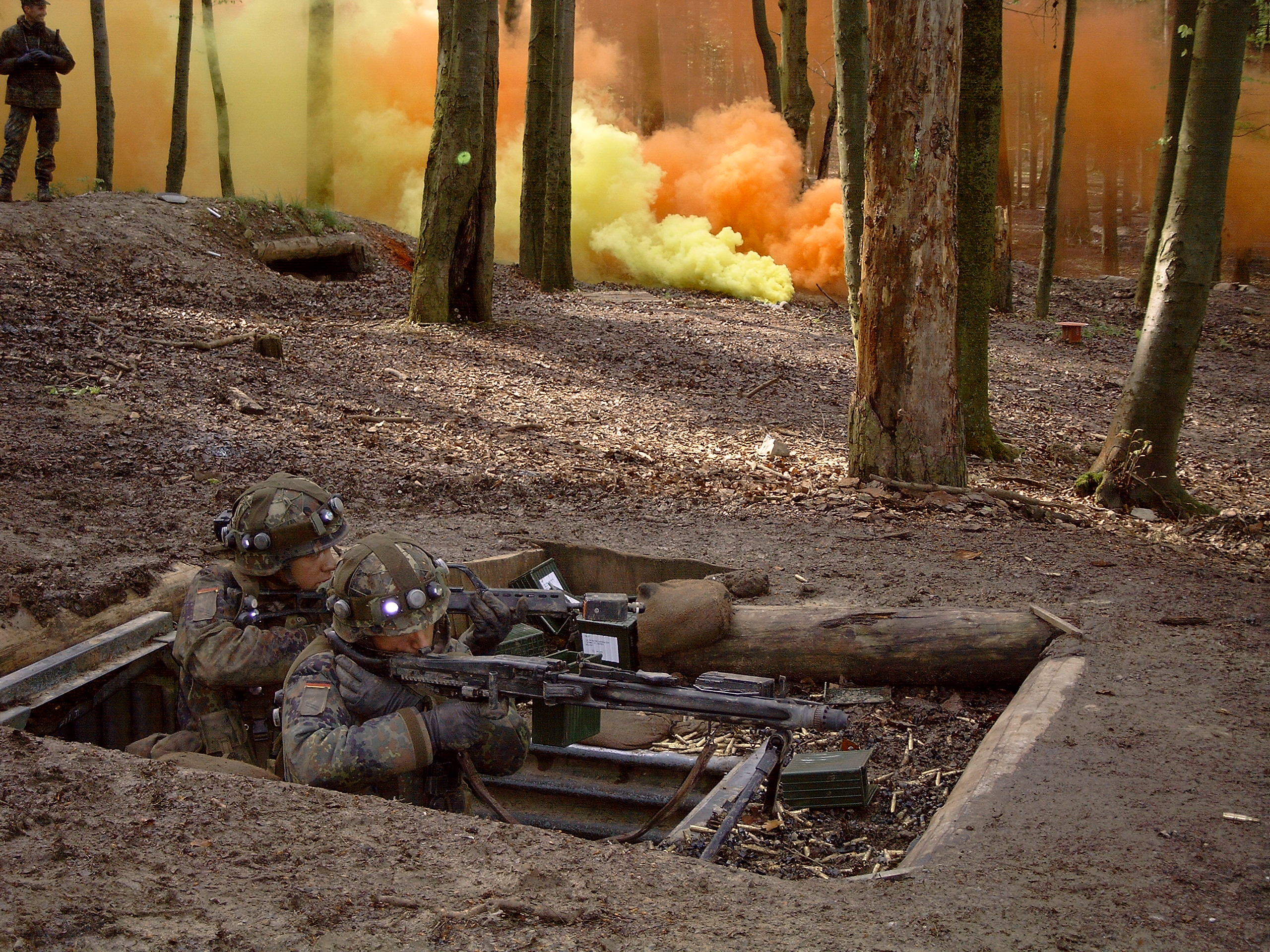
Кулеметне гніздо

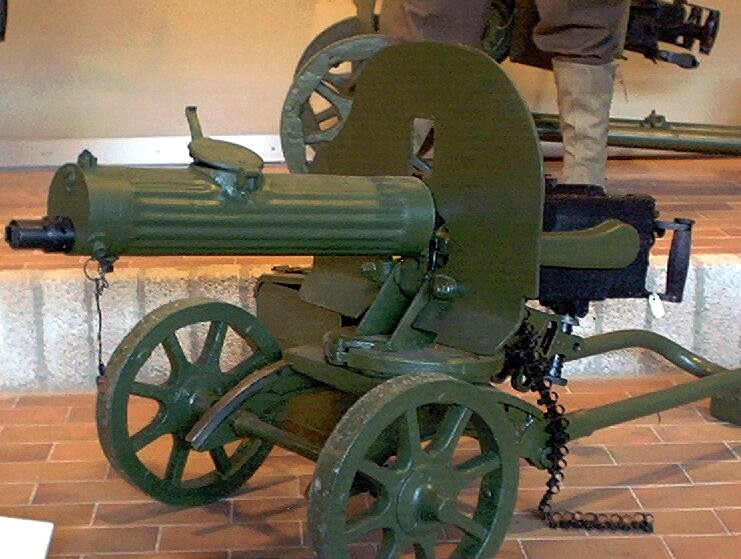
Кулемет Максима. 1910

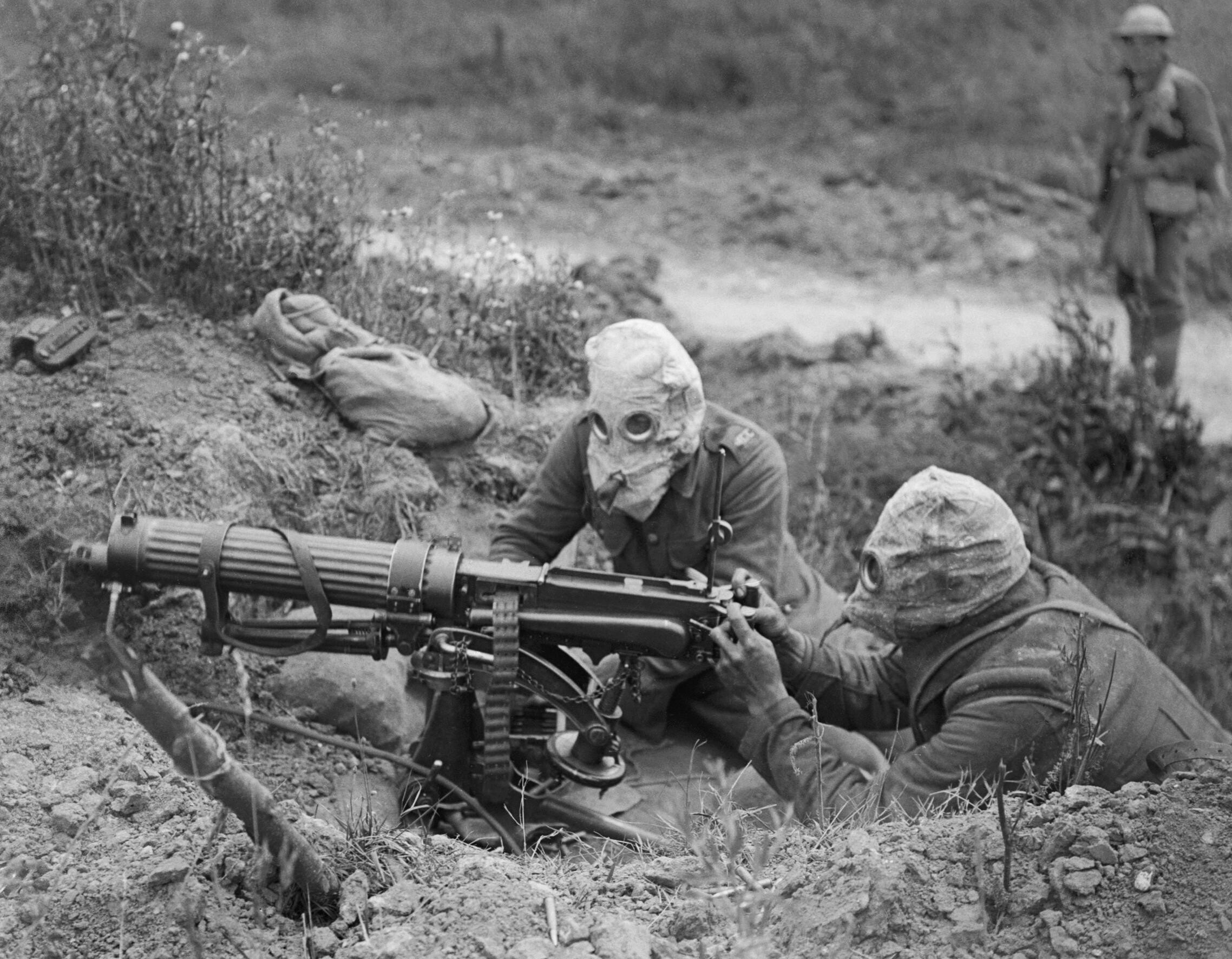
Кулеметна обслуга веде вогонь у протигазових масках. Кулемет Вікерс. Перша світова війна

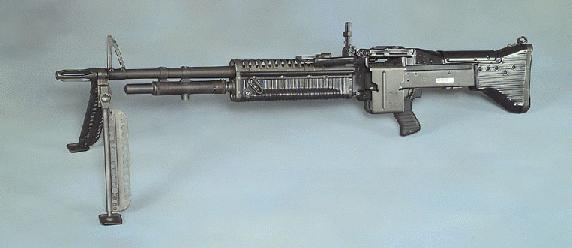
Американський кулемет М-60. Знаходиться на озброєння Армії США з 1957

Кулеме́т (нім. Maschinengewehr (MG, Mg), англ. machine gun, фр. mitrailleuse)  — групова або індивідуальна стрілецька автоматична зброя підтримки яка призначена для ураження кулями різних наземних, надводних і повітряних цілей. Автоматичність дії, як правило, досягається шляхом використання енергії відхідних порохових газів, іноді — шляхом використання енергії віддачі ствола. Це повністю автоматична зброя, призначена для використання як зброя підтримки у бою, яка зазвичай використовується з упором до спорядження (ремені) або до землі на сошках чи штативі. Багато (але не всі) кулемети також використовують подачу набоїв стрічкою — цієї особливості зазвичай немає у гвинтівок. Від інших видів стрілецької зброї відповідного калібру відрізняється вищою дальністю і скорострільністю (до 500—1200 пострілів за хвилину) завдяки довшому і потужнішому стволу, а також ємнішим живильним пристроєм.
Стрільба з кулемета може вестись з сошок, станка чи з техніки (авто чи авіа), короткими (до 10 пострілів), довгими (до 30 пострілів) чергами або безперервно. Існують кулемети, що мають можливість використовувати одиничний вогонь або чергу фіксованої довжини.   Також кулемети часто встановлюються як озброєння на різну авіатехніку, бронетехніку, кораблі (катери) та автомобілі.

## Історія
До 19 століття не існувало кулемета, який би широко застосовувався на практиці. Основною рисою сучасних кулеметів є відносно висока швидкість стрільби і, найважливіше, автоматична подача патронів, яка вперше з'явилася в кулемета Гатлінга моделі 1862 року, який було взято на озброєння військово-морськими силами США. На той час кулемети стріляли лише за допомогою рук. Втім, Гайрем Стівенс Максим втілив ідею з використання енергії віддачі для автоматичного перезарядження. Доктор Гатлінг також експериментував з моделями на електричному моторі; його ідея з зовнішнім джерелом струму знайшла своє відтворення у деяких сучасних моделях.

## Дія кулемета

Газовідвідний механізм з безпосередньою дією порохових газів на затворну раму

Газовий поршень виконаний окремо, має короткий хід і власну зворотну пружину

Дія автоматики більшості сучасних кулеметів заснована на використанні відбою ствола при його короткому ході або на принципі відведення порохових газів через отвір у стінці ствола. Живлення кулеметів набоями здійснюється зі стрічки чи магазина. Стрільба з кулемета може вестися короткими (до 10 пострілів), довгими (до 30 пострілів) чергами, безперервно, а у деяких кулеметів — ще й поодиноким вогнем або чергою фіксованої довжини. Охолодження ствола, як правило, повітряне. Для ведення прицільної стрільби кулемети забезпечуються прицілами (механічними, оптичними, нічними).
Розрізняють кулемети ручні (із сошкою), станкові (на тринозі, станку або лафеті), єдині, що використовуються в обох варіантах. За використанням — піхотні, зенітні авіаційні, танкові та інші. Дія автоматики більшості сучасних кулеметів базується на використанні відбою ствола при його короткому ході або на принципі відведення порохових газів через отвір в стінці ствола. Живлення кулемета патронами відбувається зі стрічки чи магазина. Стрільба з кулемета може вестись короткими (до 10 пострілів), довгими (до 30 пострілів) чергами, безперервно, а в деяких кулеметів — ще й поодиноким вогнем або чергою фіксованої довжини. Охолодження ствола, як правило, повітряне. Для ведення прицільної стрільби кулемети комплектуються прицілами (механічними, оптичними, нічними). Обслуга кулемета складається з однієї, двох і більше осіб.

## Види кулеметів
Розрізняють кулемети малого (до 6,5 мм), нормального (від 6,5 до 9 мм) і великого (від 9 до 14,5 мм) калібру. Залежно від пристрою і бойового призначення кулемети поділяються на ручні (на сошках), станкові (на тринозі, рідше на колісному станку), великокаліберні піхотні, зенітні, танкові, бронетранспортерні, казематні, корабельні, авіаційні.
У ряді країн з метою уніфікації кулемета під гвинтівковий набій розроблені і прийняті як основні кулемети так звані єдині кулемети, що дозволяють вести стрільбу як з сошок (ручний кулемет), так і зі колісному станку (станковий кулемет).

### Ручні кулемети
Ручні кулемети знаходяться на озброєнні механізованих (піхотних, мотопіхотних) відділень, єдині — взводів і рот (в деяких арміях і відділень). Більшість сучасних ручних кулеметів розроблені на основі автоматичних гвинтівок за рахунок таких змін конструкцій, як більш подовжений і більш важкий ствол, збільшена місткість магазина, підвищена жорсткість поворотної пружини затворної рами, додавання сошок. Зазначені зміни конструкції дозволяють збільшити дальність, купчастість і скорострільність стрільби. Як і в автоматичних гвинтівках — в ручних кулеметах застосовується проміжний патрон. Приклад подібної уніфікації ручних кулеметів — радянський РПК/ РПК-74, австрійський Steyr AUG H-Bar, китайський «Тип 95/97», британський L86A1, німецький HK 11/13, американський Colt M16A1/2/3 LSW.
Великокаліберні піхотні кулемети встановлюються на колісних або триногих станках або прикріплюються до амбразур дотів, використовуються в цих підрозділах для боротьби з наземними легкоброньованими цілями. Як зенітні, танкові, бронетранспортерні, казематні й корабельні зазвичай застосовуються піхотні кулемети, дещо видозмінені з урахуванням особливостей їх монтажу та експлуатації на об'єктах.
Залежно від темпу стрільби кулемети бувають з нормальним (до 600—800 пострілів у хвилину) і високим (понад 1000—1500 пострілів у хвилину) темпом. Кулемети з нормальним темпом стрільби — звичайні одноствольні з одним патронником. Кулемети з високим темпом стрільби можуть конструктивно виглядати як і кулемети з нормальним темпом (наприклад, німецький єдиний кулемет MG-42, 1200—1300 пострілів на хвилину), так і відрізнятися від них числом патронників або стволів (найвідоміші — багатоствольні авіаційні й зенітні кулемети з темпом стрільби близько 2000—3000 пострілів у хвилину). Кулемети з високим темпом стрільби застосовуються для ведення вогню по повітряних цілях, що летять з високою швидкістю, з наземних і авіаційних установок, а також по наземних цілях з авіаційних (вертолітних) установок. Прицільна дальність сучасних ручних і єдиних кулеметів становить зазвичай до кілометра з використанням відкритого прицілу і до двох кілометрів з оптичним прицілом.
- MG-13
- MG-34
- MG-42
- ДП
- РПК
- РПД
- РПК-74
- Мадсен (кулемет)
- FN Minimi
- Бісау МК 2
- Бреда 30
- Стоунер (кулемет)

### Станкові кулемети
Станковий кулемет - кулемет, що діє на спеціальному колісному або триніжному станку або турелі. Станок забезпечує стійкість зброї при стрільбі, зручність наведення та високу точність стрільби. Триніжні станки зараз переважають через меншу масу і регульовану висоту лінії стрільби. Має стрічкове живлення патронами, великий боєкомплект. Масивні стволи з різними типами охолодження дозволяють отримувати високу практичну скорострільність Для обслуговування є кулеметний розрахунок, що складається з двох, трьох і більше осіб. Під час переміщення зазвичай розбирається на кілька частин: тіло, станок, ствол і боєзапас. Великокаліберні піхотні кулемети встановлюються на колісних або триніжних верстатах. На озброєнні сучасних армій станкові кулемети залишилися лише великокаліберні.
Вони використовуються
- для боротьби з легкоброньованими цілями
- для ураження повітряних цілей зі спеціальних зенітних станків
- для боротьби з іншими важливими цілями на великих дальностях - до 2000 м[6]

Першим автоматичним станковим кулеметом став Максим . Станкові кулемети під гвинтівковий патрон широко використовувалися до кінця Другої світової війни, після чого їх поступово змінили єдині кулемети, які можуть бути полегшеними версіями станкових.
- MG-08 (Maschinengewehr 08)
- Кулемет Калашникова ПК
- СГ-43
- ДС-39
- КПВ

### Єдині кулемети
Універсальний кулемет, здатний виконувати роль як легкого ручного кулемета, так і станкового та танкового, іменується єдиним кулеметом. Необхідність підвищення вогневої потужності та мобільності піхотних підрозділів призвела до того, що конструктори поєднали переваги станкового і єдиного кулемета. Єдиний кулемет нині витіснив станкові кулемети під гвинтівковий патрон. Застосування універсального кулемета спрощує постачання та навчання військ, забезпечує кращу тактичну гнучкість. Першим єдиним кулеметом став німецький MG-34.
Єдиний кулемет є на озброєнні мотострілецьких взводів і рот, в арміях деяких країн та відділень. Калібр 6,5-8 мм, маса 9-15 кг (зі станком 17-27 кг), темп стрільби 550-1300 пострілів за хвилину, ємність стрічки 50-250 патронів.

### Великокаліберні кулемети
Великокаліберний кулемет — кулемет калібру 12—15 мм, призначений для збільшення  дальності ураження ворожої бронетехніки, будівель, гелікоптерів і легких укріплень, завдяки потужнішому набою, як порівняти зі стандартними. Це забезпечує ураження наземних цілей із товщиною броні 15—20 мм на дальностях до 800 м. Великокаліберні піхотні кулемети встановлюються на колісних і триніжних станках або прикріплюються до амбразур ДОТів, використовуються в цих підрозділах для боротьби з наземними легкоброньованими цілями. Великокаліберні кулемети є основним зенітним озброєнням танків і основною зброєю деяких бронетранспортерів. Як зенітні, танкові, бронетранспортерні, казематні та корабельні зазвичай застосовуються піхотні кулемети, дещо видозмінені з урахуванням особливостей їхнього монтажу та експлуатації на об'єктах. Порівняно з єдиними кулеметами великокаліберні характеризуються значною масою - 20-60 кг без  станка. На універсальному станку маса може досягати 160 кг. Першим серійним великокаліберним кулеметом став американський Browning M1921.

### Авіаційні кулемети
Авіаційні кулемети стали першим озброєнням винищувачів і широко застосовувалися у Першій світовій війні. Як правило, були створені на базі наявних станкових кулеметів. Після Другої світової війни вийшли з ужитку у винищувальній авіації через впровадження скорострільних малокаліберних гармат.
Авіаційні кулемети мають кілька різновидів — турельні, синхронні, крильові та інші. Авіаційні кулемети почали використовуватися в багатоствольних випадках на ударних вертольотах, однак і там стали витіснятися гарматним озброєнням. На початку XXI століття авіаційні кулемети застосовуються на легких десантних вертольотах у спеціальних гондолах або у підвісному вигляді.
- Breda-SAFAT

- MG-15
- MG-17
- MG-81
- MG-131
- ПВ-1
- ШКАС
- УБ

### Зенітні кулемети
Зенітний кулемет — кулемет з круговим обстрілом і дуже великим кутом піднесення, призначений для боротьби з авіацією противника. Кулемети з високим кутом піднесення, призначені для боротьби з авіацією, набули широкого поширення в першій половині XX століття. З впровадженням ракет та зенітної артилерії вони значно здали позиції в сучасних арміях. Як правило, використовуються у складі спеціальних конструкцій на зразок ЗПУ-4, ЗГУ-1 або кріпляться на танки.
Зенітна кулеметна установка — автоматична зброя, що складається з одного або декількох кулеметів, змонтованих на спеціальному верстаті, які мають загальні механізми наведення і прицільні пристосування для стрільби по повітряних цілях, може застосовуватися також для боротьби з легкоброньованими наземними та надводними цілями. Є на озброєнні зенітних підрозділів сухопутних військ, деяких танків та інших бойових машин, а також невеликих кораблів у військах різних держав. Транспортуються на двовісних лафетах за автомобілем. Похила дальність стрільби до 2,5 тис. м, скорострільність одного ствола 500—600 пострілів за 1 хв, вертикальний кут обстрілу до 90°, горизонтальний — 360°. Боєприпаси переважно бронебійно-запальні кулі калібру 12,7—14,5 мм. Маса куль 45-65 г, початкова швидкість 900—1000 м/сек. Маса одиночної великокаліберної зенітної кулеметної установки становить близько 450 кг, спареної — 650 кг, зчетвереної — 2100 кг.

### Танкові кулемети
Танковий кулемет встановлюється на танки, БМД, бронетранспортери та іншу бронетехніку. На сучасних танках є, як правило, спарений та зенітний кулемети. Особливість конструкції сучасних танкових кулеметів – заміна спускового гачка електроспуском та дистанційне керування.
Танковий кулемет буває спареним, курсовим, окремим, хвостовим та зенітним.
- ДП
- Кулемет Калашникова ПКТ
- КПВТ
- НСВТ

### Скорострільні кулемети
У деяких джерелах використовується назва високотемпні кулемети. У назвах зброї зустрічається перше трактування. Наприклад, Шпитального-Комарицького авіаційний скорострільний. Кулемети з високою скорострільністю можуть конструктивно виглядати як і кулемети з нормальним темпом (наприклад, німецький єдиний кулемет MG-42, 1200-1300 пострілів за хвилину), так і відрізнятися від них кількістю набійників або стовбурів (найвідоміші - багатостовбурні авіаційні та зенітні кулемети з темпом стрільби близько 2000-3000 пострілів за хвилину). Скорострільні кулемети застосовуються для стрільби по повітряних цілях, що швидко летять, з наземних і авіаційних установок, а також по наземних цілях з авіаційних (вертолітних) установок.
Багатоствольний кулемет має від 3 до 6 стволів, зібраних в обертовому блоці. Блок приводиться в рух електричним, пневматичним, гідравлічним або газовим двигунами. Використовуються, як правило, як зенітні та авіаційні кулемети.

## Конструкція кулемета

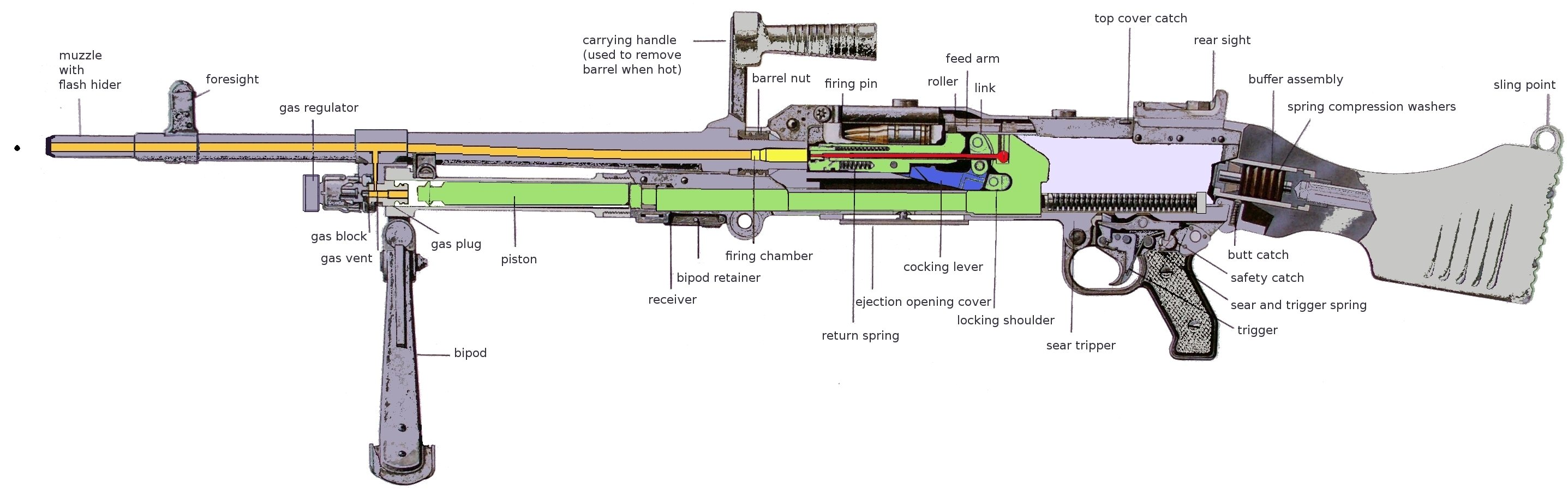
Схематичне зображення устрою сучасного кулемету на основі бельгійського FN MAG

Кулемет складається, як правило, з таких основних частин і механізмів: ствола, ствольної коробки (коробу), затвора, ударно-спускового механізму, поворотної пружини (поворотного механізму), прицілу, магазина (приймача). Ручні та єдині кулемети зазвичай постачаються прикладами для кращої стійкості при стрільбі.
Завдяки використанню масивного ствола станкові і єдині кулемети забезпечують високу практичну скорострільність (до 250—300 пострілів у хвилину) і дозволяють вести інтенсивну стрільбу без зміни ствола до 500, а великокаліберні — до 150 пострілів. При перегріві стволи замінюються.

## Тактика застосування кулеметів
Тактика застосування кулеметів була розроблена в 1-у світову війну. Кулемет, як правило, застосовувався разом з дротовим загородженням (наприклад, спіраллю Бруно). При їх подоланні піхотинець змушений стати в повний зріст і затриматися на одному місці, що значно підвищує ймовірність його ураження. Проходи в дротяних загородах теж є зручним місцем для ураження живої сили противника. За рахунок більшої маси і довжини ствола кулемет стріляє далі і точніше автоматів і пістолетів-кулеметів, тому використовується як засіб підтримки піхоти в бою. Кулеметники — одна з пріоритетних цілей для снайперів.
У Першу світову німецька армія розробила покращену тактику використання кулеметів. Кулеметні гнізда встановлювалися на фронті та на фланзі. Коли британська чи французька піхота рядами йшла на позиції, вона заплутувалась у рядах колючого дроту, і починався фланговий обстріл противника.
У сучасності, коли рідко окопуються, а армії ведуть маневрені бої, використовуються легкі кулемети. Можна зайти з ними у фланг або тил противника та обстріляти його позиції. Також штурм неможливо уявити без використання легкого кулемета.

## Винахід і розвиток кулеметів
Кулемети з'явилися на полі бою в результаті постійних і наполегливих пошуків способу збільшення щільності вогню проти наступаючого противника за рахунок підвищення скорострільності зброї, що складається на озброєнні армії. Як один зі способів збільшення скорострільності було створення зброї, що забезпечує безперервний вогонь. Так з'явився кулемет.
Прообрази кулеметів представляли собою блок рушничних стволів, встановлених на артилерійському лафеті, що стріляють по черзі безперервним вогнем. Перезарядження і виконання пострілу здійснювалося за рахунок м'язової енергії обслуги.
Ще з XVI століття з'являлися спроби створювати пістолети і рушниці револьверного типу (з барабанами). У 1718 році англійський юрист Джеймс Пакл запатентував рушницю Пакла, що являло собою рушницю, поставлену на триногу і забезпечену барабаном. Скорострільність при цьому підвищувалася у порівнянні зі звичайною рушницею більш ніж вдвічі (з 4 до 9 пострілів на хвилину), але така рушниця була і більш громіздкою в використанні, вимагаючи кількох людей для обслуговування, які в іншому випадку могли б самі вести вогонь. Вона нікого не зацікавила і не була прийнята на озброєння.
Крім того, поява барабана звільняла від перезарядження патронів, але не від маніпуляцій з підсипання затравки в ударно-кременевий замок, що також займало значний час при перезарядженні. Таким чином, до появи унітарного патрона про справжню скорострільності в нашому розумінні мови бути не могло, і тому гармата, що стріляла картеччю, залишалася самою простою, дешевою у виробництві та ефективною зброєю, що забезпечувала масове ураження ворога.
Безпосереднім попередником кулемета є мітральєза — гармата, що стріляла чергами з унітарних патронів з ручним приводом і з декількома стволами. Зазвичай вони представляли собою кілька об'єднаних в блок механізмів однозарядних гвинтівок, що приводяться в дію колінчастим валом від рукоятки й живляться патронами внавал з верхнього бункера.
Найбільш відомий кулемет Гатлінга з револьверним блоком стволів і ручним приводом — така конструкція знайшла своє продовження в скорострільних кулеметах і гарматах, що встановлюються на бойові реактивні літаки і вертольоти.
Найпростіша реалізація ідеї мітральези була здійснена оточеними російськими військами в Порт-Артурі — на колісний лафет ставилося паралельно кілька гвинтівок, у яких рукоятки затворів і спускові гачки об'єднувалися спільними тягами.
Перший кулемет, який діяв від енергії патронів, був винайдений американцем Х. С. Максимом (1883) і був вперше масово застосований в англо-бурській війні 1899—1902. Він використовувався також в російсько-японській війні 1904—1905 років. Трохи пізніше з'явилися кулемети Сальватора—Дормуса (1893), Браунінга (1895), Гочкіса (1897). На початку XX століття були розроблені ручні кулемети (данський — Мадсена, 1902, французький — Шоша, 1907, і ін.)
Станкові та ручні кулемети широко застосовувалися в Першу світову війну у всіх арміях. В ході війни кулемети стали надходити на озброєння танків і літаків. У 1918 році з'явився великокаліберний кулемет в німецькій армії (13,35-мм), потім у французькій (13,2-мм Гочкіса), англійській (12,7-мм Віккерса), американській (12,7-мм Браунінга) та інших арміях. У Радянській Армії на озброєння були прийняті 7,62-мм ручний кулемет В. А. Дегтярьова (ДП, 1927), 7,62-мм кулемет авіаційний Б. Г. Шпитального та І. А. Комарицького (ШКАС, 1932), 12,7-мм великокаліберний кулемет Дегтярьова і Г. С. Шпагіна (ДШК, 1938).
У Другой світовій війні тривало вдосконалення кулемета. У Радянській Армії були розроблені 7,62-мм станковий кулемет П. М. Горюнова (СГ-43), 14,5-мм великокаліберний кулемет С. В. Владимирова (КПВ) і 12,7-мм авіаційний універсальний кулемет М. Е. Березина (УБ). За роки Війни вироблено кулеметів всіх типів: в СРСР — 1 млн. 515,9 тис.; у Німеччині — 1 млн. 175,5 тис.
Після Другої світової війни на озброєння армій поступили нові кулемети з більш високими характеристиками: радянські ручні та єдиний кулемет конструкції В. А. Дегтярьова РПД і М. Т. Калашникова ПК, великокаліберний кулемет НСВ-12, 7; американські ручні М14Е2 і Мк 23, єдиний М60, великокаліберний М85; англійський єдиний L7А2; західнонімецький єдиний MG-3.